# Jaunay-Marigny
Jaunay-Marigny é uma comuna francesa na região administrativa da Nova Aquitânia, no departamento de Vienne. Estende-se por uma área de 48.29 km². Em 2010 a comuna tinha 7 842 habitantes (densidade: 162,4 hab./km²).
Foi criada em 1 de janeiro de 2017, a partir da fusão das antigas comunas de Jaunay-Clan (sede da comuna) e Marigny-Brizay.